# Žabjek
Žabjek je naselje v občini Trebnje.
Žabjek je gručasto naselje pod gozdnatim Hribom nad sotočjem doline Grle in Globoke doline v Žabensko dolino, ki prehaja pri Krtini v dolino Temenice. Ob daljšem deževju zalije doline hudourniška voda, ki se v Žabenski dolini združi v enoten hudourniški tok, pozimi pa je tu pogosta megla.